# 富士宮北山工業団地
富士宮北山工業団地（ふじのみやきたやまこうぎょうだんち）は静岡県の富士宮市北部にある工業団地で、工業団地の形態としては内陸型工業団地である。

## 概要
- 所在地　静岡県富士宮市北山地内
- 敷地　約71ha
- 区画 15区画

## 主な進出企業リスト
- アサヒ飲料
- 松屋フーズ
- 富士カプセル
- 日本プラスト
- フドー
- ニチヤク
- パナック
- ファインテック
- 大徳食品
- 日本クレア
- 河西工業
- エリエールペーパーテック
- シンコーラミ工業